# Calau de gorgera
El calau de gorgera (Rhinoplax vigil) és una espècie d'ocell de la família dels buceròtids (Bucerotidae) i única espècie del gènere Rhinoplax. Habita boscos del sud de Tailàndia, Península Malaia, Sumatra i Borneo.